# Forêt nationale de Tapirapé-Aquiri
 (avril 2020).
La forêt nationale de Tapirapé-Aquiri (portugais : Floresta Nacional do Tapirapé-Aquiri) est une forêt nationale brésilienne. Elle se situe dans la région Nord, dans l'État du Pará.
Le parc fut créé en 1989 et couvre une superficie de 196 503,94 hectares.
Il s'étend sur le territoire de la municipalité de Parauapebas.